# Sonia Rykiel

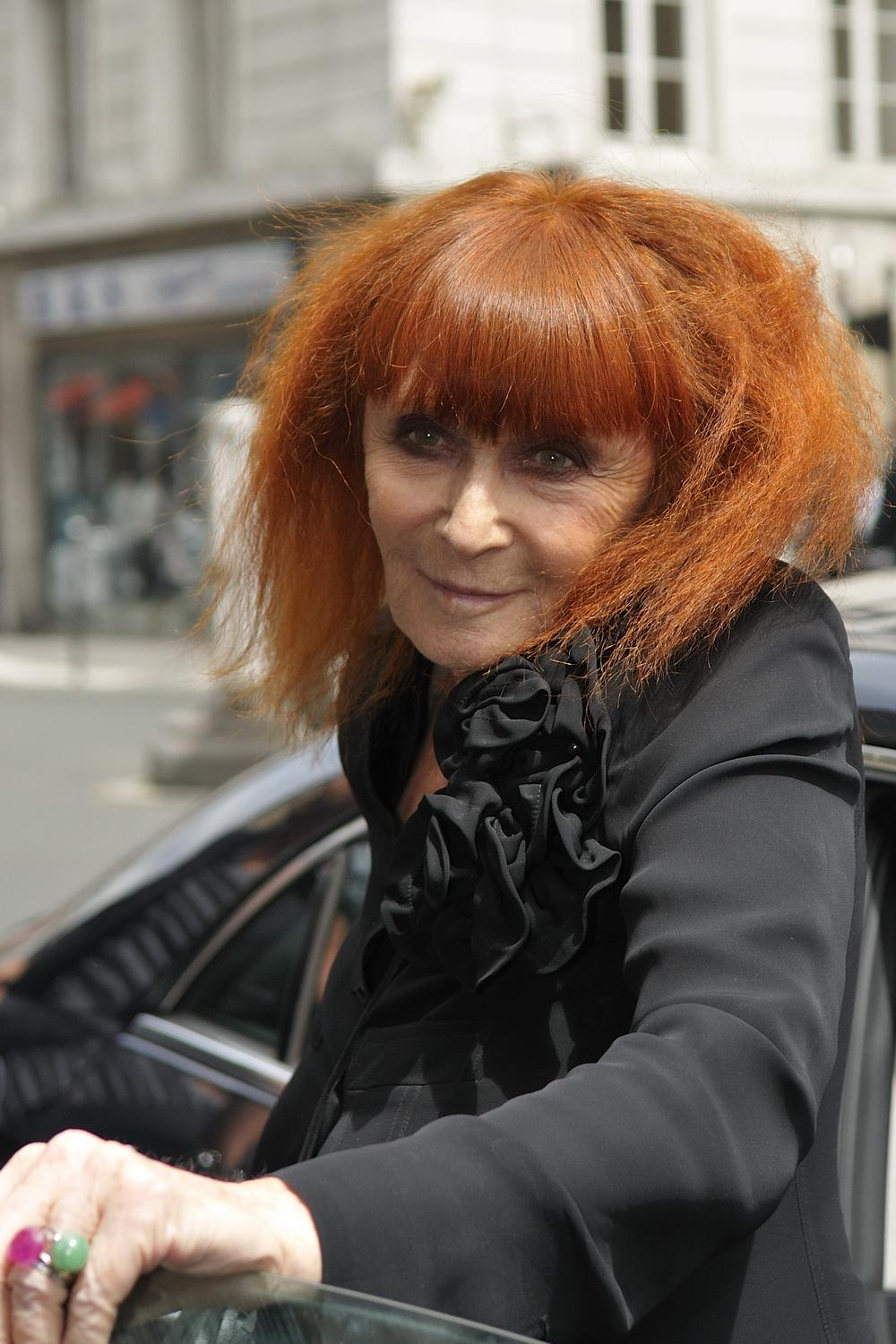
Sonia Rykiel, 2009.

Sonia Rykiel, född 25 maj 1930 i Paris, död 25 augusti 2016 i Paris, var en fransk modeskapare som startade sitt modehus 1968. Företaget är fortfarande familjeägt och hennes dotter, Nathalie Rykiel, är chef och konstnärlig ledare. Sonia Rykiel röstades 1980 fram som en av världens tio elegantaste kvinnor.
När hon var 17 år gammal började hon arbeta med att klä skyltdockor i ett butiksfönster i en affär i Paris. Hon gifte sig med butiksägaren. När hon blev gravid så kunde hon inte hitta några mjuka tröjor som passade och designade därför sina egna, med hjälp av makens kontakter i Venedig. Hon designade en mammaklänning och en liten tröja. Hennes första tröja kallades "the Poor boy Sweater" ("Fattigpojkens tröja") och hon sålde den under makens märke "Laura". Den hamnade på omslaget till tidningen Elle och gjorde henne känd. Tröjan kom att bli hennes signatur och i USA kom hon att kallas "the Queen of Knits" (Drottningen av stickat). Hon har skapat parfym där flaskan är i form av en tröja.
Hon kom senare att bli den första modeskaparen som använde sömmar på utsidan av plagget(CAP) och att trycka ord på sina tröjor. Hon föredrog åtsmitande tröjor, små pullovrar, stora upprullade muddar och långa sjalar. Hon använde ofta beiga, grått, mörkblått och kolsvart.
Sonia Rykiel skrev flera böcker, däribland ett modelexikon och en samling barnböcker. Rykiel samarbetade med Malcolm McLaren i sången "Who the Hell is Sonia Rykiel?" på McLarens album Paris 1995. År 2009 samarbetade Sonia Rykiel med H&M i en underklädeskollektion och under 2010 kom accessoarer och stickat samt barnplagg.
Sonia Rykiel är mor till musikern Jean-Philippe Rykiel.